# Necrophagist
Necrophagist (с греч. — «поедатель мёртвых») — музыкальный коллектив, играющий в стиле техничный дэт-метал с элементами прогрессива. Был образован в 1992 году в Германии.

## История
Идея создания группы принадлежит турецко-немецкому гитаристу-виртуозу Мухаммеду Суичмезу и двум его единомышленникам. Коллектив с мрачным названием Necrophagist был основан в начале 1992 года. Целью создателей было объединить грайндкор, дэт-метал и прог-метал. Вскоре после того, как группа сформировалась, они засели в студию и записали свою первую, так и не получившую широкую известность демо-ленту «Requiems of Festered Gore». Первым значительным релизом группы стал дебютный альбом Onset of Putrefaction, вышедший в 1999 году на лейбле Willowtip Records. Мухаммед Суичмез записал все вокальные партии на этом альбоме, а также спродюсировал полностью и ударные и практически все гитарные и бас-гитарные риффы. Лишь некоторые басовые партии были записаны одним из основателей группы — Йохеном Битманном, и, кроме того, Бьорн Фолльмер разделил соло с Мухаммедом из песни «Extreme Unction». Характерными чертами Onset Of Putrefaction являются типичная для брутального дэт-метала жестокость текстов, использование исключительно гроула в качестве вокала, крайне сложные ударные партии с постоянно сбивающимся ритмом, бласт-битом, а также затяжные, отличающиеся чрезвычайной техничностью и мелодичностью гитарные соло, что свидетельствует о высоком профессионализме музыкантов. В композициях со второго альбома группы можно найти заимствования у таких классических композиторов, как Прокофьев и Бетховен.

## Состав
- Мухаммед Суичмез — вокал, ритм и соло-гитара;
- Ромен Гулон — ударные;
- Штефан Фиммерс — бас-гитара;
- Сами Раатикайнен — ритм и соло-гитара.

### Бывшие участники
Гитаристы
- Ян-Пауль Герм (1992—1995)
- Марио Петрович (2000—2001)
- Бьорн Фолльмер (2001—2002)
- Кристиан Мюнцнер (2002—2006)
- Маттиас Гольцапфель

Басисты
- Йохен Битманн
- Жюльен Ларош
- Хайко Линцерт (2003)

Ударники
- Рафаэль Кемперманн (1992—1995)
- Даниэль Сильва (1995—1998, 2001—2003)
- Славек Фолтин (2000—2001)
- Ханнес Гроссманн (2003—2007)
- Марко Миннеманн (2007—2008)
- Ромен Гулон (2008—2010)

## Дискография

### Студийные альбомы
- Onset of Putrefaction (1999)
- Epitaph (2004)

### Демо
- Requiems of Festered Gore (1992)
- Necrophagist (1995)